# Sonia Bompastor
Sonia Bompastor (ur. 8 czerwca 1980 w Blois) – francuska piłkarka grająca na pozycji pomocnika lub obrońcy, zawodniczka m.in.  Washington Freedom czy Olympique Lyon i wieloletnia podstawowa zawodniczka reprezentacji Francji, uczestniczka Mistrzostw Europy 2001, 2005 i 2009 oraz Mistrzostw Świata 2003.